# Dezső Novák
Dezső Novák (Ják, 3 de fevereiro de 1939 - 26 de fevereiro de 2014) foi um futebolista húngaro, bicampeão olímpico. 

## Carreira
Dezső Novák fez parte do elenco medalha de ouro, nos Jogos Olímpicos de 1964 e 1968, e ainda um bronze em Roma 1960.